# Valentin Parinov
Valentin Parinov –en ruso, Валентин Паринов– (16 de junio de 1959) es un deportista soviético que compitió en natación. Ganó una medalla de plata en el Campeonato Europeo de Natación de 1977, en la prueba de 1500 m libre.

## Palmarés internacional
| Campeonato Europeo | Campeonato Europeo | Campeonato Europeo | Campeonato Europeo |
| Año                | Lugar              | Medalla            | Prueba             |
| ------------------ | ------------------ | ------------------ | ------------------ |
| 1977               | Jönköping (Suecia) | Medalla de plata   | 1500 m libre       |